# Ивановский сельсовет (Солнцевский район)
Ивановский сельсове́т — муниципальное образование со статусом сельского поселения в Солнцевском районе Курской области.
Административный центр — деревня Ивановка.

## История
Законом Курской области от 15 августа 1996 года № 6-ЗКО на территории Ивановского сельсовета было образовано муниципальное образование Ивановский сельсовет.
Законом Курской области от 21 октября 2004 года № 48-ЗКО (в ходе муниципальной реформы 2006 года) муниципальное образование Ивановский сельсовет было наделено статусом сельского поселения.
Законом Курской области от 26 апреля 2010 года № 26-ЗКО муниципальное образование Ивановский сельсовет, муниципальное образование Чермошнянский сельсовет и муниципальное образование Максимовский сельсовет были преобразованы путём объединения в муниципальное образование Ивановский сельсовет.

## Население
| 2002  | 2010  | 2012  | 2013  | 2014  | 2015  | 2016  |
| ----- | ----- | ----- | ----- | ----- | ----- | ----- |
| 1511  | ↗2450 | ↘2382 | ↘2300 | ↘2232 | ↘2225 | ↘2208 |
| 2017  | 2018  | 2019  | 2020  | 2021  |       |       |
| ↘2179 | ↘2128 | ↘2056 | ↘2034 | ↗2090 |       |       |

## Состав сельского поселения
| №  | Населённый пункт    | Тип населённого пункта          | Население |
| -- | ------------------- | ------------------------------- | --------- |
| 1  | 1-я Екатериновка    | деревня                         | ↘24       |
| 2  | 2-я Екатериновка    | деревня                         | ↘45       |
| 3  | Алексеевка          | деревня                         | ↗36       |
| 4  | Баранов             | хутор                           | ↘51       |
| 5  | Большая Ивица       | хутор                           | ↘18       |
| 6  | Верхнекрасная Ивица | хутор                           | ↘3        |
| 7  | Возрождение         | хутор                           | ↘5        |
| 8  | Дорохо-Доренское    | село                            | ↘125      |
| 9  | Зелёный             | хутор                           | ↘6        |
| 10 | Ивановка            | деревня, административный центр | ↘590      |
| 11 | Конарево            | деревня                         | ↘216      |
| 12 | Кочегуровка         | деревня                         | ↘5        |
| 13 | Красное             | хутор                           | ↘0        |
| 14 | Максимово           | село                            | ↘19       |
| 15 | Малая Ивица         | хутор                           | ↘6        |
| 16 | Нижняя Ивица        | деревня                         | ↘2        |
| 17 | Никольское          | село                            | ↗726      |
| 18 | Халино              | деревня                         | ↘64       |
| 19 | Чермошное           | село                            | ↘403      |
| 20 | Шлях                | хутор                           | ↘106      |